# Cień
Cień – obszar, do którego nie dociera światło bezpośrednio ze źródła światła na skutek obecności przeszkody ustawionej na drodze promieni świetlnych, nieprzepuszczającej światła.
W zależności od źródła światła mówi się o cieniu słonecznym, księżycowym i innych. W zależności od obiektu przesłaniającego światło mówi się o cieniu np. Księżyca (podczas zaćmienia Słońca cień ten pada na Ziemię), cieniu budynku, człowieka itp. 

## Uogólnienie pojęciacień
Przez analogię do cienia optycznego pojęcia cienia używa się również do innych zakresów promieniowania elektromagnetycznego, innych fal (cień akustyczny, cień radiowy, mikrofalowy), a nawet do strumienia cząstek.

## Cień całkowity i półcień
Jeżeli źródło światła nie jest punktowe, wówczas wyróżnia się obszar cienia całkowitego i półcienia. Półcień jest obszarem do którego docierają promienie tylko z części powierzchni źródła. Na przykład w przypadku zaćmienia słonecznego mówi się o zaćmieniu częściowym. 

## Cień a dyfrakcja
Cień geometryczny jest to cień, który powstałby, gdyby światło rozchodziło się zgodnie z założeniami optyki geometrycznej, czyli w postaci nieskończenie cienkich promieni, biegnących po liniach prostych. W rzeczywistości światło jest falą elektromagnetyczną, która – jak każda fala – ulega dyfrakcji na krawędziach przesłaniającego przedmiotu. Dlatego rzeczywisty cień jest trochę mniejszy niż geometryczny, ponieważ dyfrakcja powoduje, że część promieni pada na obszar cienia geometrycznego. 

## Cień słoneczny
Cień powstaje, gdy na drodze promieni słonecznych znajduje się przeszkoda. Mimo że może być ona nieruchoma (np. wkopany w ziemię pal), to na skutek pozornego ruchu Słońca na niebie, cień tej przeszkody zmienia położenie. Zjawisko to zostało wykorzystane do konstrukcji zegarów słonecznych.
Porównując długości cieni słonecznych na różnych szerokościach geograficznych Eratostenes wykazał, że powierzchnia Ziemi jest zakrzywiona i obliczył jej średnicę.

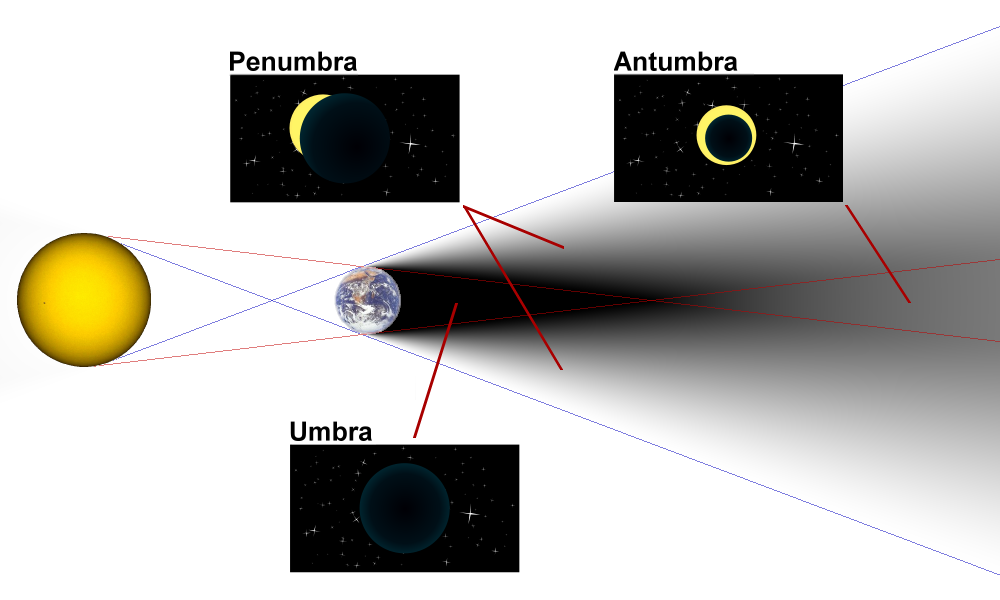
Umbra, penumbra i antumbra.

Umbra, penumbra i antumbra to nazwy nadane trzem odrębnym strefom cienia słonecznego podczas zaćmienia. 
- antumbra ((łac.) anti "przeciw" + umbra "cień") – strefa przeciwcienia, region, w którym ciało niebieskie pojawia się na tle Słońca, do obserwatora dociera wówczas część światła z zewnętrznej części tarczy Słońca
- umbra ((łac.) cień) czyli cień całkowity – źródło światła jest całkowicie zakryte przez inne ciało niebieskie
- penumbra ((łac.) paenes "prawie" + umbra "cień") – strefa półcienia

## Galeria

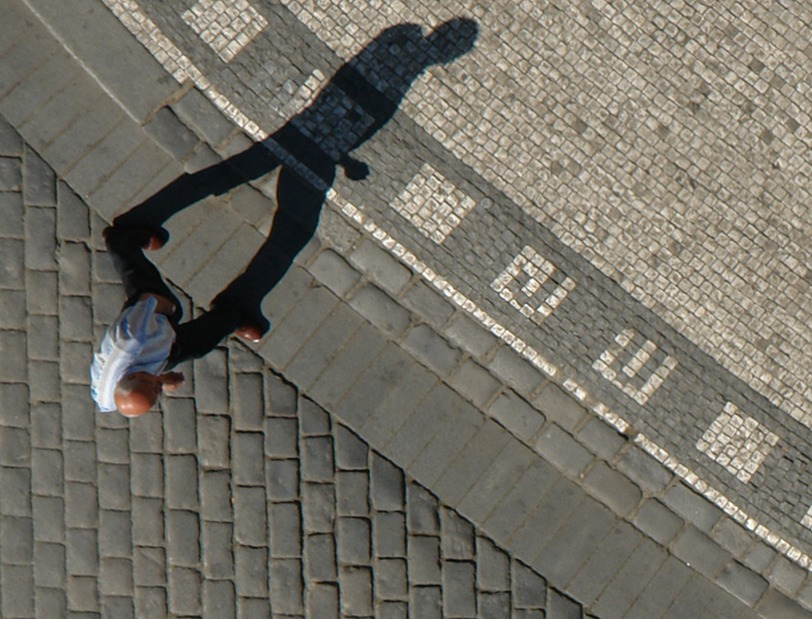
Cień człowieka
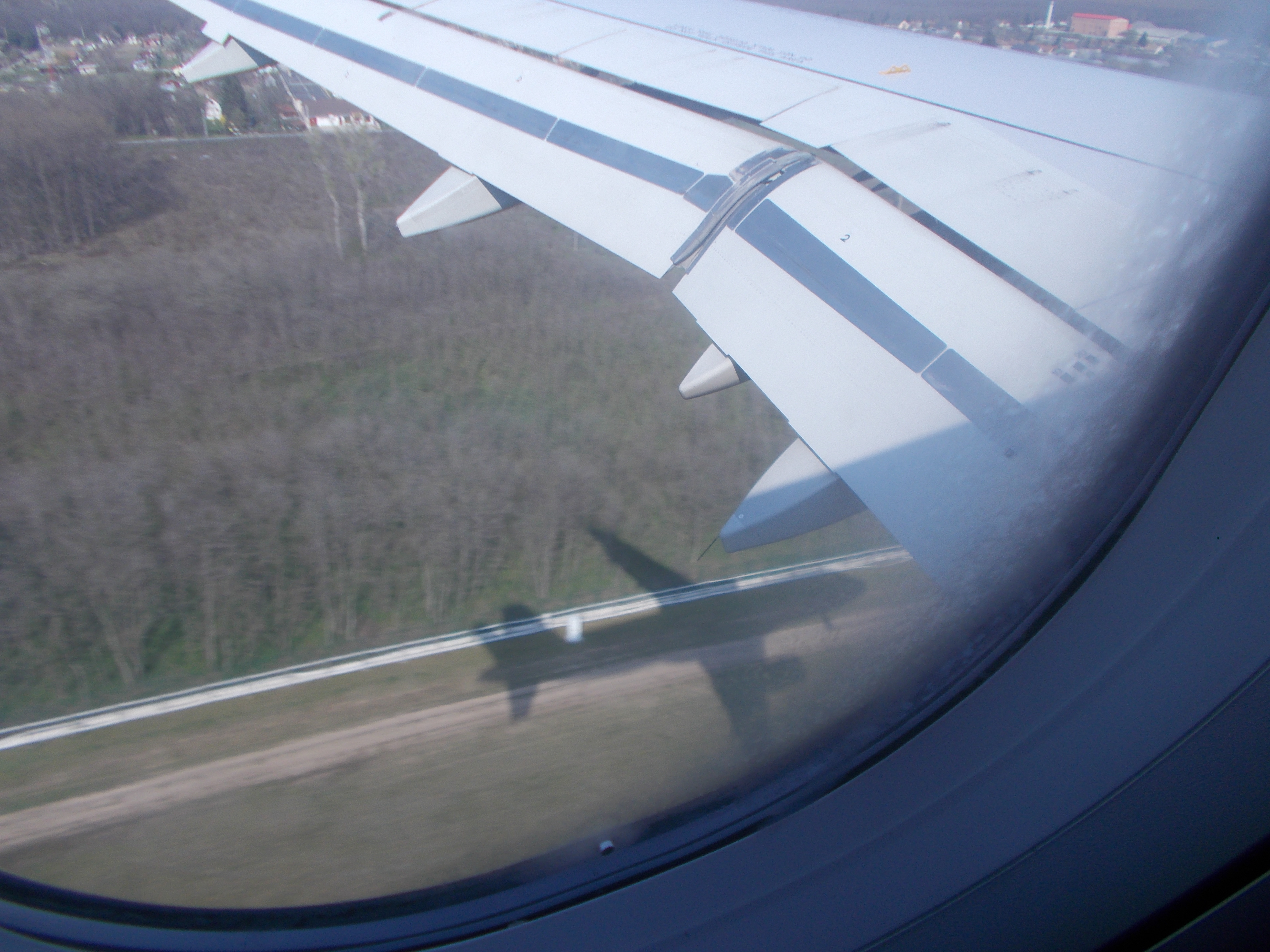
Cień lecącego samolotu
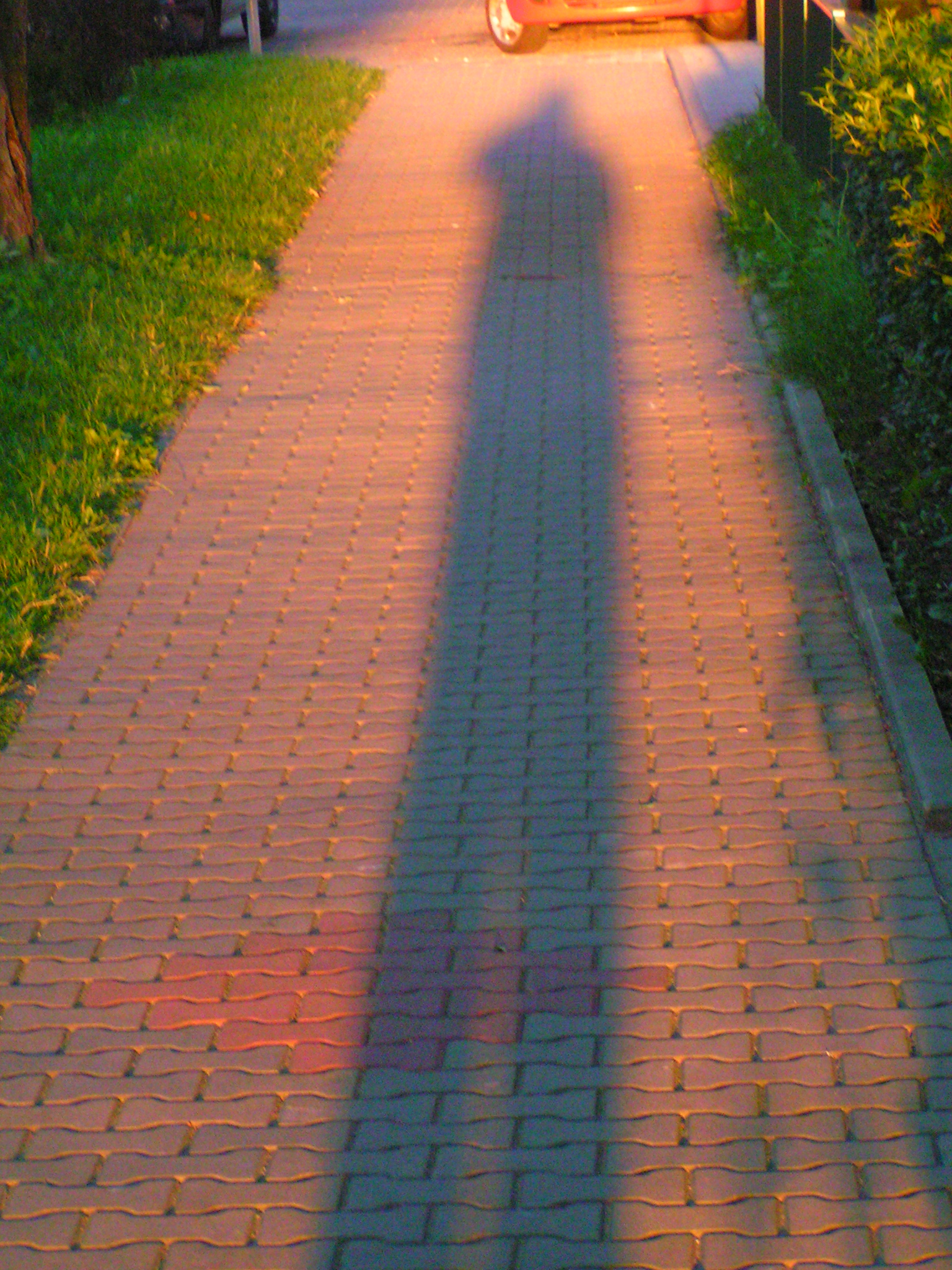
Wydłużony cień autora zdjęcia w czasie zachodu słońca
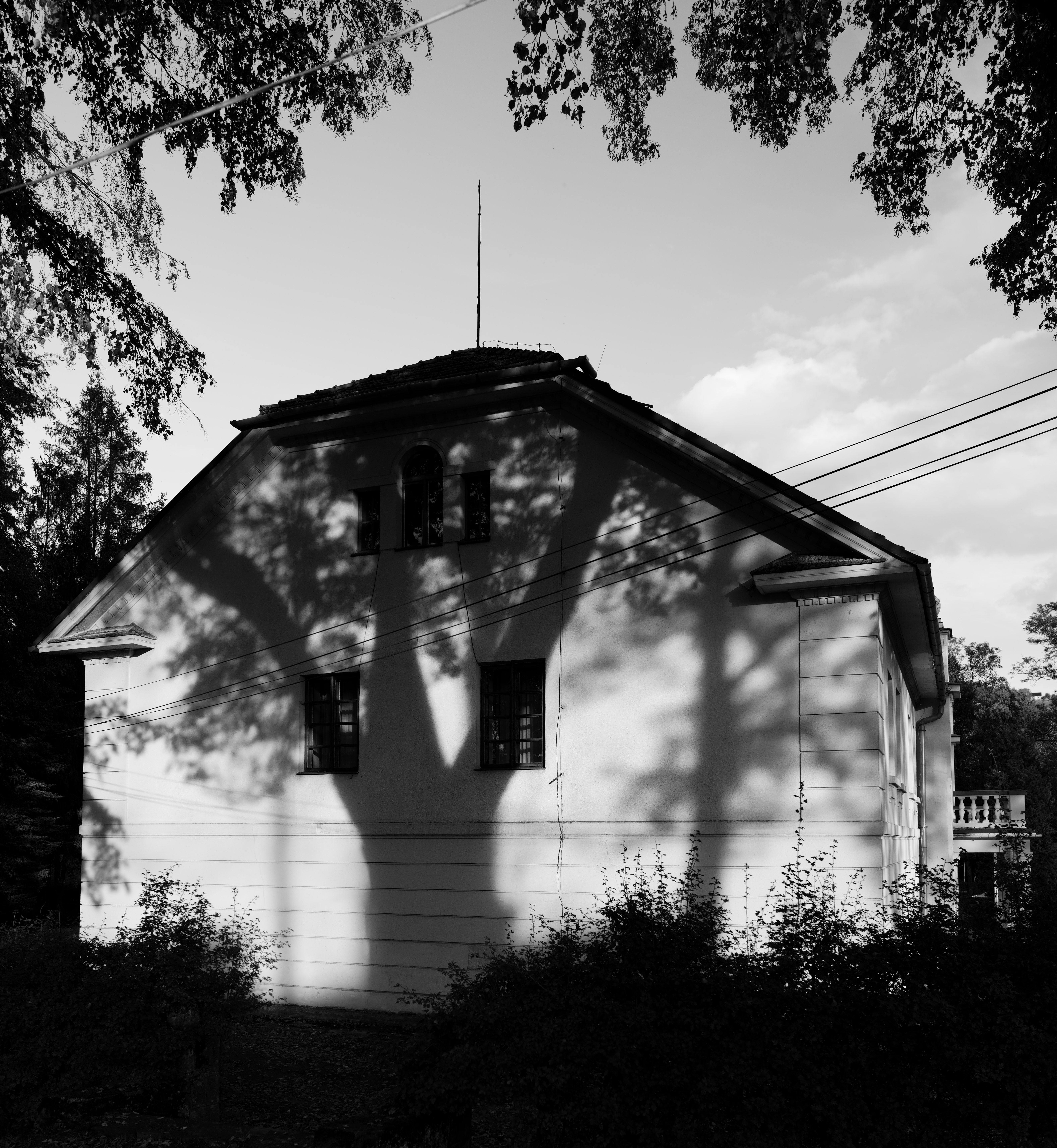
Cień drzewa
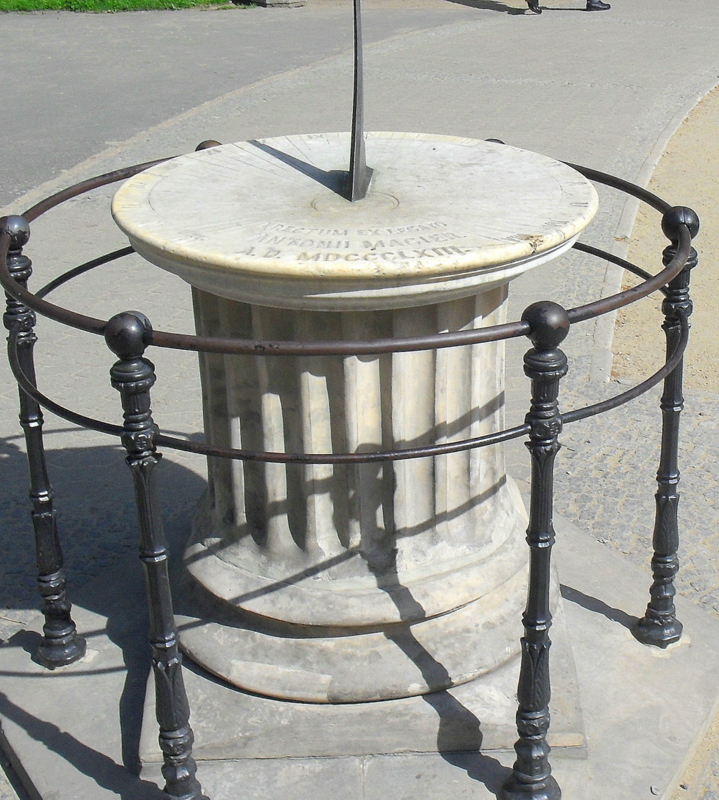
Cień pełniący rolę wskazówki
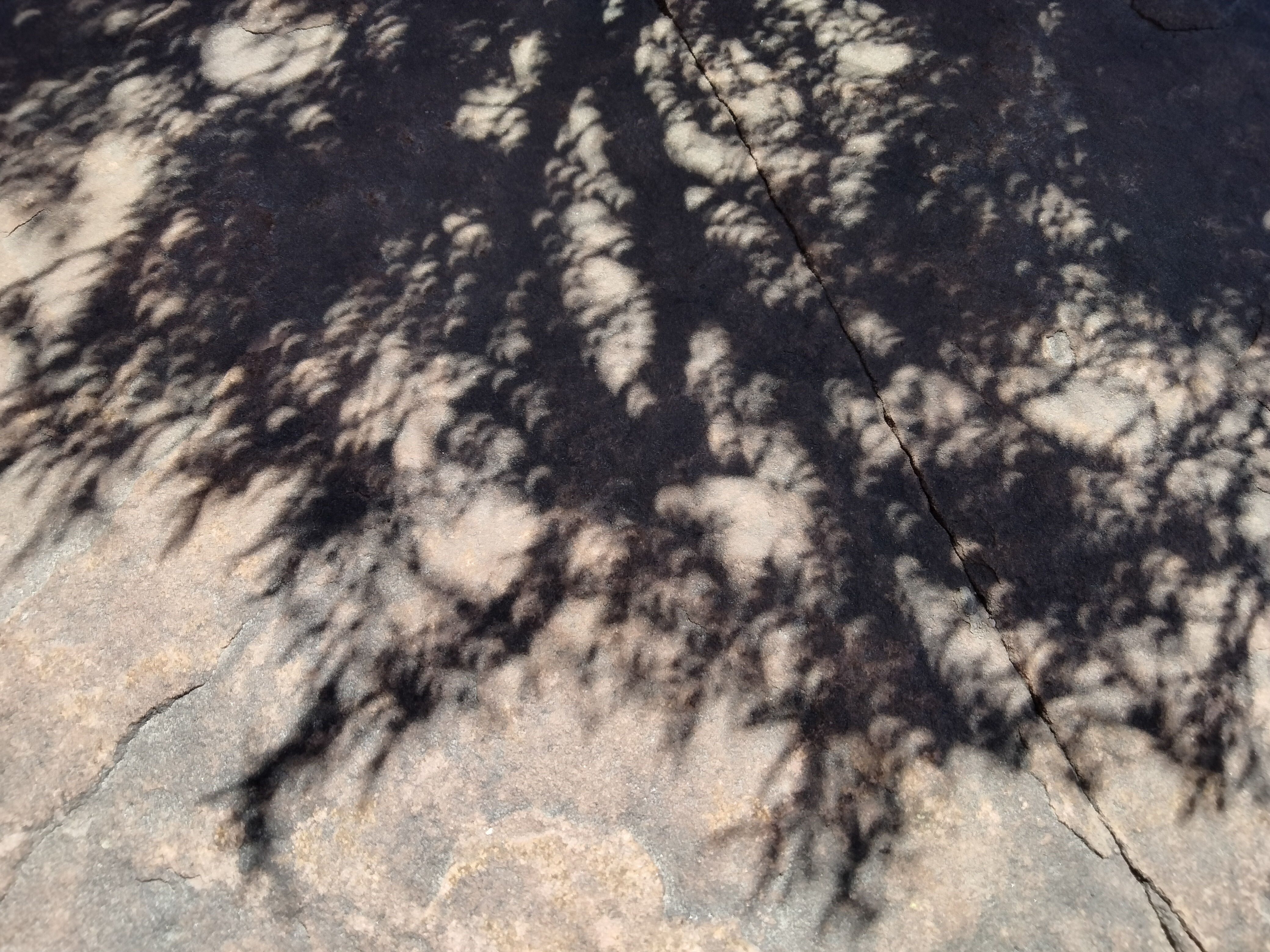
Cienie w kształcie półksiężyca podczas zaćmienia Słońca 8 kwietnia 2024 roku w Boulder w stanie Kolorado